# Pesche (Włochy)
Pesche – miejscowość i gmina we Włoszech, w regionie Molise, w prowincji Isernia.
Według danych na rok 2004 gminę zamieszkiwało 1310 osób, 109,2 os./km².